# 펜티 린노스부오
펜티 타피오 악셀리 린노스부오(핀란드어: Pentti Tapio Akseli Linnosvuo, 1933년 3월 17일~2010년 6월 13일)는 핀란드의 사격인이다. 올림픽에서 2개의 금메달과 1개의 은메달을 획득했으며 앨프리드 레인과 함께 올림픽 50m 권총과 25m 속사 권총 두 종목 모두 우승한 단 2명의 선수 중 한 명이다. 
린노스부오는 바사에서 태어나 헬싱키에서 성장했다. HJK 헬싱키 아이스하키 유소년팀, 수데트의 유소년 농구팀과 유소년 축구팀 소속으로 뛰었으며 15세 때 소총으로 사격을 시작했지만, 왼손잡이가 다루기가 더 쉬운 권총으로 전향했다. 그는 1951년 핀란드 선수권 대회에서 처음으로 우승했고, 1952년 하계 올림픽 25m 속사 권총에서 5위를 했다. 그는 1968년 하계 올림픽에서 핀란드 선수단 개막식 기수를 맡았다. 그는 세계 선수권 대회에 5번 출전했지만 1954년에 처음으로 메달을 획득했다. 